# 田中公平
田中 公平（たなか こうへい、1954年2月14日 - ）は、日本の作曲家、編曲家、歌手。音楽プロダクション「イマジン」所属。主にアニメの楽曲を手がける。大阪府出身。

## 来歴
大阪星光学院高等学校卒業、東京芸術大学音楽学部作曲科卒業。ビクター音楽産業宣伝部に3年間勤務する。退社後、バークリー音楽学院に2年間留学し、帰国後に作曲家として活動を始める。その中でも、アニメソングでは、作詞家の藤林聖子と組んだ作品が多い。
川井憲次と親交があり、「地球防衛企業ダイ・ガード」ではアニメ界の二大作曲家と題され競演している。ビデオアニメ『魔獣戦士ルナ・ヴァルガー』の企画アルバム『決定版! 魔獣戦士ルナ・ヴァルガー 主題歌全曲集』には、「日本アニメ音楽を代表する二人を組ませる」という名目（ブックレットより抜粋）で作られた、作曲：川井憲次・歌：田中公平の曲が収録されている。2002年、東京アニメアワードでアニメーション オブ ザ イヤー音楽賞（テレビ番組部門）を受賞。
2008年7月4日、自身が歌唱した1stアルバム『ココロネsong 1st』を発売した。

## 逸話
過去の屈辱的な仕事として『トップをねらえ!』を挙げている。理由は監督の庵野秀明から、『炎のランナー』や『新世界より』とそっくりの音楽を依頼されたから。
「サクラ大戦シリーズ」では、全コンテンツが終了の憂き目に遭った際には上層部にコンテンツの延長を直訴し、さらには独自のファンイベントを定期的に開催する等、作品とファンのために精力的な活動を行っている。
戦前の政治家・古島一雄は曽祖父に当たる。

## 主な作品

### アニメ
1982年
- わが青春のアルカディア 無限軌道SSX（挿入歌編曲）

1983年
- 愛してナイト（イメージソング）
- キン肉マン（ED主題歌・挿入歌編曲）

1984年
- とんがり帽子のメモル（イメージソング編曲）

1985年
- コンポラキッド
- 夢の星のボタンノーズ

1986年
- ドラゴンボール（OP・ED主題歌・挿入歌編曲）
- ドテラマン

1987年
- レディレディ!!
- エスパー魔美
- アニメ三銃士

1988年
- ハロー!レディリン

1989年
- ドラゴンボールZ（イメージソング）
- 笑ゥせぇるすまん
- チンプイ
- まんが日本昔ばなし（イメージソング編曲）
- 魔動王グランゾート

1990年
- 勇者エクスカイザー
- オバタリアン
- ふしぎの海のナディア（イメージソング）
- 藤子不二雄Aの夢魔子
- 八百八町表裏 化粧師

1991年
- 絶対無敵ライジンオー
- 21エモン
- アニメひみつの花園

1992年
- あしたへフリーキック（イメージソング）
- 藤子不二雄Aのさすらいくん

1993年
- 剣勇伝説YAIBA

1994年
- 機動武闘伝Gガンダム

1995年
- 空想科学世界ガリバーボーイ

1996年
- 勇者指令ダグオン（挿入歌）
- ハーメルンのバイオリン弾き
- 赤ちゃんと僕（歌手として）

1997年
- 勇者王ガオガイガー

1999年
- 地球防衛企業ダイ・ガード（川井憲次と共同）
- ベターマン
- ONE PIECE（1999年 - 、浜口史郎と共同）

2000年
- ゲートキーパーズ
- サクラ大戦TV

2001年
- 機動天使エンジェリックレイヤー
- 星界の戦旗II（ED主題歌）

2002年
- アソボット戦記五九
- OVERMANキングゲイナー
- 天地無用! GXP（ED主題歌）

2003年
- GAD GUARD（澤口和彦と共同）

2004年
- かいけつゾロリ
- 砂ぼうず

2005年
- アニマル横町（OP主題歌作曲）
- まじめにふまじめ かいけつゾロリ
- ああっ女神さまっ（OP主題歌）
- 勇者王ガオガイガーFINAL GRAND GLORIOUS GATHERING

2006年
- ああっ女神さまっ それぞれの翼（OP主題歌）
- 武装錬金

2007年
- ハヤテのごとく!（全キャラクターソングを作曲）
- さぁイコー! たまごっち

2008年
- ロザリオとバンパイア（浜口史郎と共同）
- ロザリオとバンパイア CAPU2（浜口史郎と共同）

2010年
- ぬらりひょんの孫

2011年
- ぬらりひょんの孫 〜千年魔京〜（澤口和彦、井内啓二と共同）

2012年
- 氷菓
- ジョジョの奇妙な冒険（OP主題歌）

2013年
- ガイストクラッシャー（根岸貴幸と共同）

2015年
- 暗殺教室（OP主題歌）

2016年
- エンドライド

2017年
- 鬼平（川村竜と共同）
- 笑ゥせぇるすまんNEW

2018年
- ゲゲゲの鬼太郎（OP主題歌編曲）
- プラネット・ウィズ

2020年
- 新サクラ大戦 the Animation
- プリンセスコネクト!Re:Dive（OP主題歌作曲）
- もっと!まじめにふまじめ かいけつゾロリ

2021年
- バック・アロウ
- D_CIDE TRAUMEREI

2024年
- グレンダイザーU

### 映画
1985年
- キン肉マン 逆襲!宇宙かくれ超人（ED主題歌編曲）

1987年
- 超新星フラッシュマン 大逆転! タイタンボーイ

1988年
- ほんの5g
- エスパー魔美 星空のダンシングドール
- レディレディ!!劇場版
- 陽あたり良好! KA・SU・MI 夢の中に君がいた

1989年
- ドラミちゃん ミニドラSOS!!!
- アニメ三銃士アラミスの冒険

1990年
- チンプイ エリさま活動大写真
- 鳥山明○作劇場 剣之介さま

1991年
- ドラミちゃん アララ・少年山賊団!
- おたくのビデオ 劇場版

1992年
- 21エモン 宇宙（そら）いけ! 裸足のプリンセス

1993年
- ドラミちゃん ハロー恐竜キッズ!!

1994年
- ドラミちゃん 青いストローハット

1996年
- ドラミ&ドラえもんズ ロボット学校七不思議!?
- 劇場版「ハーメルンのバイオリン弾き」

1998年
- 銀河鉄道999 エターナル・ファンタジー
- 機動戦士ガンダム 第08MS小隊 ミラーズ・リポート

1999年
- 劇場版ポケットモンスター 幻のポケモン ルギア爆誕（イメージソング）

2000年
- ONE PIECE

2001年
- ONE PIECE ねじまき島の冒険
- ジャンゴのダンスカーニバル
- サクラ大戦 活動写真

2002年
- ONE PIECE 珍獣島のチョッパー王国
- デジモンテイマーズ 暴走デジモン特急

2003年
- ONE PIECE THE MOVIE デッドエンドの冒険

2004年
- ONE PIECE 呪われた聖剣

2005年
- ONE PIECE THE MOVIE オマツリ男爵と秘密の島

2006年
- ONE PIECE THE MOVIE カラクリ城のメカ巨兵
- まじめにふまじめ かいけつゾロリ なぞのお宝大さくせん
- トップをねらえ! & トップをねらえ2! 合体劇場版!!

2007年
- ONE PIECE エピソードオブアラバスタ 砂漠の王女と海賊たち
- えいがでとーじょー! たまごっち ドキドキ! うちゅーのまいごっち!?

2008年
- ONE PIECE THE MOVIE エピソードオブチョッパー+冬に咲く、奇跡の桜

2009年
- ONE PIECE FILM STRONG WORLD

2012年
- ONE PIECE FILM Z
- 映画かいけつゾロリ だ・だ・だ・だいぼうけん!

2013年
- 映画かいけつゾロリ まもるぜ!きょうりゅうのたまご

2015年
- 映画かいけつゾロリ うちゅうの勇者たち

2017年
- 映画かいけつゾロリ ZZ（ダブルゼット）のひみつ

2019年
- ONE PIECE STAMPEDE

### OVA
1987年
- DEAD HEAT
- エルフ・17
- ダーティペア
- マップス 伝説のさまよえる星人たち

1988年
- ナマケモノが見てた（編曲）
- 機動警察パトレイバー初期OVAシリーズ（OP主題歌 未来派LOVERS 作/編曲）
- トップをねらえ!

1989年
- アッセンブル・インサート
- プロジェクトA子 完結篇（ED主題歌・挿入歌編曲）

1990年
- 真・魔神英雄伝ワタル 魔神山編
- 天外魔境 自来也おぼろ変
- 戦国武将列伝 爆風童子ヒッサツマン（OP・ED主題歌編曲）

1991年
- 魔獣戦士ルナ・ヴァルガー（歌手として）
- ARIEL
- おたくのビデオ
- 炎の転校生
- 超幕末少年世紀タカマル
- 究極超人あ〜る（山本正之と共同）

1992年
- 新・超幕末少年世紀タカマル
- 絶対無敵ライジンオー
- Spirit of Wonder
- 甲竜伝説ヴィルガスト
- リカちゃんの日曜日
- BASTARD!! -暗黒の破壊神-

1993年
- ドラゴンハーフ

1994年
- リカちゃんとヤマネコ 星の旅

1996年
- 機動戦士ガンダム 第08MS小隊

1997年
- サクラ大戦 桜華絢爛

1999年
- サクラ大戦 轟華絢爛

2000年
- 勇者王ガオガイガーFINAL

2002年
- ゲートキーパーズ21
- サクラ大戦 神崎すみれ 引退記念 す・み・れ

2003年
- サクラ大戦 エコール・ド・巴里

2004年
- サクラ大戦 ル・ヌーヴォー・巴里
- トップをねらえ2!

2007年
- サクラ大戦 ニューヨーク・紐育

2008年
- らんま1/2 悪夢!春眠香 ※同作ではラグビー部員B役で声の出演もしている。
- ONE PIECE ROMANCE DAWN STORY

### Webアニメ
- かいけつゾロリと水のおひめさま（2022年）

### ゲーム
1990年
- ウィザードリィV 〜Heart of the Maelstrom〜（FM TOWNS版）

1992年
- レナス 古代機械の記憶
- 超攻合神サーディオン
- ジャストブリード

1993年
- 天外魔境 風雲カブキ伝

1995年
- バウンティソード
- 空想科学世界ガリバーボーイ
- 天外魔境ZERO（笹川敏幸と共同）

1996年
- レナスII 封印の使徒
- サクラ大戦

1997年
- アランドラ
- 花組対戦コラムス
- バウンティソード・ファースト

1998年
- サクラ大戦2 〜君、死にたもうことなかれ〜
- 火星物語
- ドラゴンフォースII -神去りし大地に-（主題歌）
- 超魔神英雄伝ワタル ANOTHER STEP
- グランストリーム伝紀（一部曲）
- バウンティソード ダブルエッジ

1999年
- ゲートキーパーズ
- アランドラ2 魔進化の謎

2000年
- 大神一郎奮闘記 〜サクラ大戦歌謡ショウ「紅蜥蜴」より〜
- サクラ大戦GB 檄・花組入隊!
- 高機動幻想ガンパレード・マーチ（一部曲）

2001年
- サクラ大戦3 〜巴里は燃えているか〜
- サクラ大戦GB2 サンダーボルト作戦
- サクラ大戦オンライン

2002年
- サクラ大戦4 〜恋せよ乙女〜

2003年
- サクラ大戦 〜熱き血潮に〜

2004年
- サクラ大戦物語 〜ミステリアス巴里〜
- サクラ大戦V EPISODE 0〜荒野のサムライ娘〜

2005年
- サクラ大戦V 〜さらば愛しき人よ〜

2006年
- サクラ大戦1&2

2008年
- ドラマチックダンジョン サクラ大戦 〜君あるがため〜

2009年
- バイオニックコマンドー マスターD復活計画（主題歌）

2010年
- エンド オブ エタニティ（桜庭統と共同）

2011年
- 天外魔境 JIPANG7

2012年
- GRAVITY DAZE/重力的眩暈:上層への帰還において彼女の内宇宙に生じた摂動

2014年
- パズドラ バトルトーナメント -ラズール王国とマドロミドラゴン-（伊藤賢治と共同）

2017年
- GRAVITY DAZE 2/重力的眩暈完結編:上層への帰還の果て、彼女の内宇宙に収斂した選択

2018年
- プリンセスコネクト!Re:Dive（メインテーマ作曲）

2019年
- ONE PIECE WORLD SEEKER
- 新サクラ大戦

2020年
- サクラ革命 〜華咲く乙女たち〜

### 特撮
1984年
- 超電子バイオマン（挿入歌）
- 宇宙刑事シャイダー（挿入歌編曲）

1985年
- 電撃戦隊チェンジマン（挿入歌）
- 巨獣特捜ジャスピオン（挿入歌）
- 勝手に!カミタマン（主題歌編曲）

1986年
- 超新星フラッシュマン

1987年
- 光戦隊マスクマン（挿入歌）
- 超人機メタルダー（主題歌編曲、挿入歌）

1993年
- ウルトラマンVS仮面ライダー（挿入歌作曲）

### ドラマ
1983年
- 土曜ワイド劇場（1983年 - 1989年）
  - 過去を消す女（1983年）
  - 運命交響曲殺人事件（1984年）
  - 女医の死亡診断書（1985年）
  - 漂流裁判（1989年）

1987年
- 木曜ゴールデンドラマ
  - 夢みたものは

1989年
- ヘイ!あがり一丁
- ウルトラマンをつくった男たち 星の林に月の舟
- 大忠臣蔵（若草恵と共同）
- ザ・教育費

1990年
- 時の祭り

2020年
- ゴールド！

### CD
1992年
- 銀河乞食軍団ハイパーCD BOOK

1993年
- 君こそ我がおたく

1995年
- ミュージカル天外魔境夢まつり
  - 天外魔境のテーマ（風雲カブキ伝タイトル曲）
  - 神故に叶わず
  - 鏡 水貴のテーマ
  - Say Yeah! KABUKI!
  - お江戸カブキ音頭
  - 愛される守銭奴（風雲カブキ伝挿入歌『永遠のサングエ』の歌詞を変更したもの）

2001年
- 田中公平20周年な夜〜「トップをねらえ!」から「勇者王ガオガイガー」まで〜
- 田中公平コンサート〜サクラな夜〜

2005年
- ガ王 勇者王誕生!10連発!!（「勇者王誕生!デモテープ」「勇者王誕生!-ultimate extra-」歌唱）

2008年
- ココロネsong1st

2009年
- ココロネsong2nd

2011年
- 冬コミ対策2011（12月30日、コミケ会場において2000枚限定販売）

### 著書
1999年
- サクラ大戦2 オリジナル・ゲーム・ミュージック・スコア集 めざせ！サウンド・クリエイター（ドレミ楽譜出版社）
- 封印―史上最強のオタク座談会（岡田斗司夫、山本弘共著、音楽専科社）

2000年
- 回収―史上最強のオタク座談会2（岡田斗司夫、山本弘共著、音楽専科社）
- 絶版―史上最強のオタク座談会3（岡田斗司夫、山本弘共著、音楽専科社）

2001年
- サクラ大戦3〜巴里は燃えているか〜ピアノ弾き語り歌謡全集（広井王子＋田中公平、ドレミ楽譜出版社）

2009年
- 田中公平 作品集（1） サクラ大戦歌曲集 総譜
- 田中公平 作品集（2） 厳選曲集 総譜

### その他
1984年
- 私を月まで連れてって!Ⅱ イメージアルバム （一部作曲編曲）

1986年
- 布亀のCMソング「ヒヨコのヒヨコッコ」唄・藤本房子（1986年 - 現在も放送中、作曲、編曲）
- 姫クン・シリーズ イメージアルバム behind

1988年
- おいしい関係 〜岩館真理子ソング・ブック〜（編曲）
- 山本正之'88（一部編曲）

1989年
- 宇宙英雄物語（ラジオドラマ）
- 山本正之'89 少年の夢は生きている（一部編曲）
- 青春ラジメニア（1989年 - 、EDテーマ作曲）

1992年
- 山本正之『COLORS』（一部編曲）

1993年
- 魔神英雄伝ワタル4

1996年
- スターピンキーQ（CDドラマ）

2008年
- イナズマChallenger（『ロマンティックあげるよ（21st century ver.）』、『魔訶不思議アドベンチャー（21st century ver.）』監修）

2009年
- ケロロ軍曹 presents 「ペコポン侵略ソング、大集合であります!」（一部編曲）

2016年
- N高等学校  校歌 『代数Nの方程式』(作曲)

2017年
- アニソン・アカデミー（2017年 - 、校歌編曲）
- 翼を持つ者 〜Not an angel Just a dreamer〜（日本動画協会「アニメNEXT100」プロジェクト公式ソング、制作総指揮・作曲（上松範康と共同）・編曲）

2018年
- 田中公平「アニソンの熱き血脈」、文化講演会、NHKラジオ第2、2月18日午後9時放送。※2017年10月21日にNHK文化センター名古屋教室で録音。

2019年
- A&Gリクエストアワー 阿澄佳奈のキミまち!（2019年 - 2022年 OPテーマ作曲）

### 楽曲提供
- 松本梨香
  - 『ありのままの私で』（1993年 アルバム『CLUSTER』収録）
- 折笠愛
  - 『後悔は素敵』（1995年 アルバム『淑女超特級』収録）
- 笠原弘子
  - 『フィヨルドの子守唄』（1996年 アルバム『Saga』収録）
- 宮村優子
  - 『根性戦隊ガッツマン』（1996年 アルバム『ケンカ番長』収録）
  - 『戦え!グレートガッツファイター』、『電光合体レゴーマー』（1996年 アルバム『スペースケンカ番長』収録）
  - 『愛なんて』（1998年 アルバム『魂』収録）
- PPP
  - 『KO-KOパラダイス』（1999年）
- 岩男潤子
  - 『Fly over to you…夜空をかけて』（1999年）
- 松澤由美
  - 『ありのままで』（1999年）
- JAM Project
  - 『水に映る月〜my heart〜』（2002年 アルバム『JAM FIRST PROCESS』収録）
- 遠藤正明
  - 『完全無欠のGOファイター!!（Theme Of Endoh）』（2003年 アルバム『CHAKURIKU!!』収録）
- 山上兄弟
  - 『あしたのきのう』（2007年）
- 松谷彼哉
  - 『薔薇の名前』、『星になる日』（2007年 アルバム『Rose Balcony』収録）
- 園崎未恵
  - 『tea for two 〜苦いココアとミルクティー〜』、『君のいないValentine's day』（2008年 アルバム 『chocolat』収録）
- 米倉千尋
  - 『Dream On Dream―夢の続き―』（2009年 アルバム『Departure』収録）
- 南里沙
  - 『諸刃の剣』（2015年 アルバム『El Mundo（エル・ムンド）』収録
- 宝鐘マリン
  - 『マリン出航！！』（2022年）

## 受賞歴
- 2002年 - 新世紀東京国際アニメフェア21 アニメーション オブ ザ イヤー 音楽賞（テレビ番組部門 『ONE PIECE』）
- 2003年 - 第17回日本ゴールドディスク大賞（サクラ大戦4 〜恋せよ乙女〜全曲集「檄!帝〜最終章（フィナーレ）〜」）[16]
- 2019年 - 平成アニソン大賞 作曲賞（1989年 - 1999年「勇者王誕生!」「ウィーアー!」）[17]
- 2025年 - JASRAC賞国際賞（ワンピースBGM）[18]

## コンサート・ライブ
- 今度はブラスだ!!田中公平 真の?30周年記念コンサート（2011年8月28日 めぐろパーシモンホール 大ホール）[19][20]